# Francesco Segna

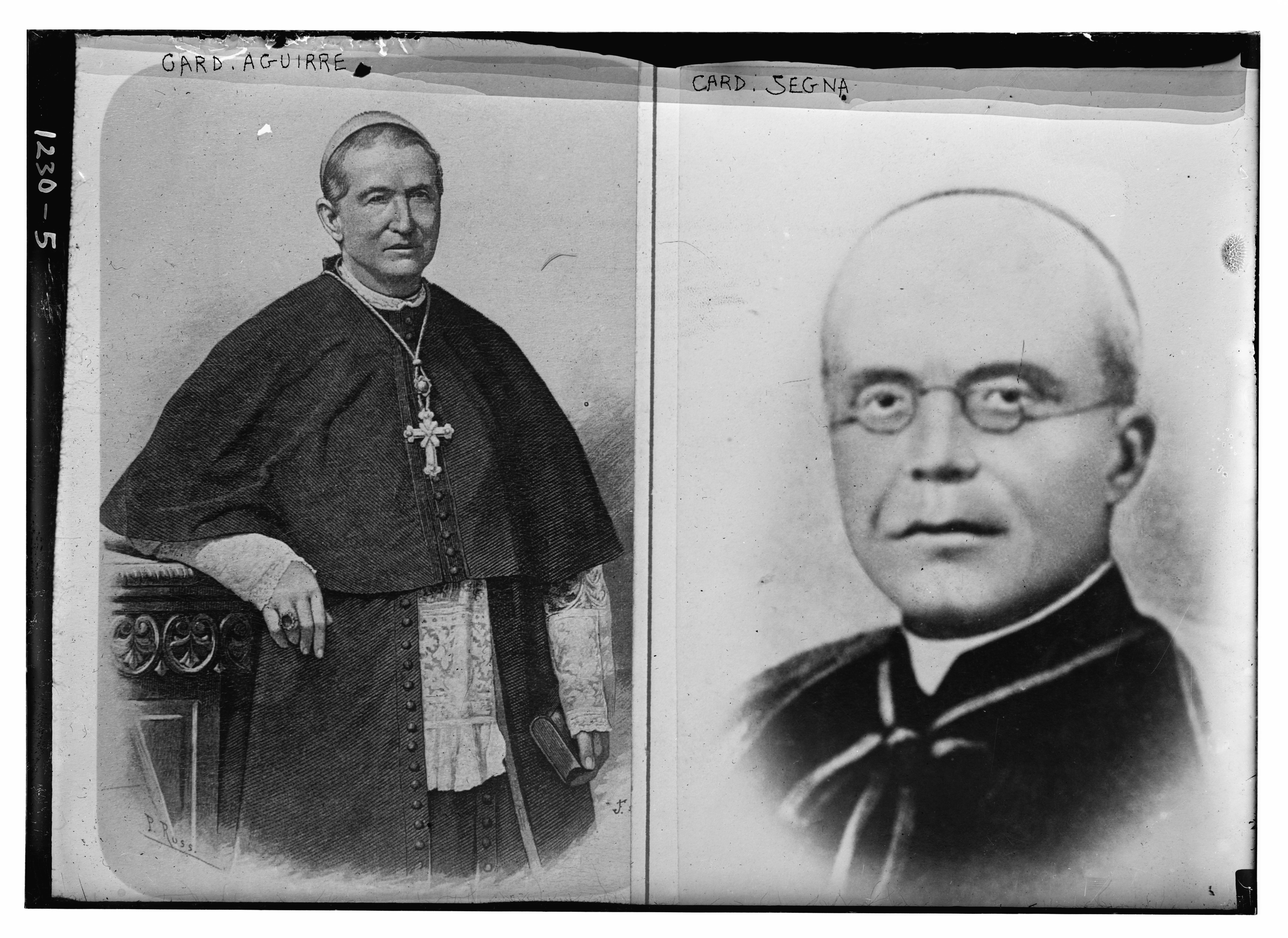
Francesco Kardinal Segna (rechts), neben Kardinal Aquirre (li.), 1900

Wappen von Francesco Segna

Francesco Kardinal Segna (* 31. August 1836 in Poggio Ginolfo, Abruzzen, Italien; † 4. Januar 1911 in Rom) war ein Kardinal der römisch-katholischen Kirche und Kardinalbibliothekar.

## Leben
Francesco Segna wurde als Sohn einer adligen und reichen Familie in Poggio Ginolfo in den Abruzzen geboren. Er besuchte eine Jesuitenschule und später das römische Priesterseminar, wo er in Theologie promoviert wurde. An der Universität La Sapienza wurde er in Rechtswissenschaften promoviert. Er empfing am 20. Dezember 1860 die Priesterweihe.
1869 wurde er zum Professor für Dogmatik an das Päpstliche Römische Athenaeum S. Apollinare berufen. Er diente als Kirchenrechtler für Apostolische Pönitentiarie. Während der Zeit in Rom war er auch Unterstaatssekretär der Kongregation für außerordentliche kirchliche Angelegenheiten von 1881. 1884 wurde er zum Monsignore ernannt. Er verließ Rom 1884, um Auditor der Nuntiatur in Spanien zu werden und 1887 wurde er zu deren Chargé d’Affaires befördert. Nach dem Dienst in Spanien kehrte er 1888 nach Rom zurück, um ein Auditor der Römischen Rota werden.
Im Konsistorium vom 18. Mai 1894 wurde Francesco Segna von Papst Leo XIII. zum Kardinal erhoben und erhielt kurz darauf als Kardinaldiakon die Titeldiakonie von Santa Maria in Portico. Am 4. Juli 1896 wurde er zum Kardinalbibliothekar der Vatikanischen Geheimarchive ernannt. Er war einer der wahlberechtigten Kardinäle in dem Konklave von 1903, das Pius X. wählte. Er war seit dem 15. Oktober 1907 Kardinalprotodiakon (dienstältester Kardinaldiakon). Am 13. Januar 1908 wurde er von Pius X. als Präfekt der Kongregation des Index eingesetzt, diese Position behielt bis zu seinem Tod 1911. Er wurde auf dem römischen Friedhof Campo Verano beigesetzt.